# Tegnérpriset
Tegnérpriset är ett litterärt pris bestående av 20 000 kronor, namngivet efter biskopen,  skalden och kulturpersonligheten Esaias Tegnér (1782–1846). Priset utdelas av Tegnérfonden, med representanter för Tegnérsamfundet och Vetenskapssocieteten i Lund, till en "framstående humanist, gärna vetenskaplig eller vitter författare". Priset har utdelats sedan 1947, då det gick till Vilhelm Ekelund. 

## Pristagare
- 1947 – Vilhelm Ekelund
- 1949 – Yrjö Hirn
- 1952 – Eirik Hornborg
- 1956 – Fredrik Böök
- 1957 – John Landquist
- 1958 – Anders Österling
- 1960 – Hans Ruin
- 1963 – Olle Holmberg
- 1965 – Eyvind Johnson
- 1969 – Algot Werin
- 1971 – Alf Ahlberg
- 1972 – Gunnar Aspelin
- 1973 – Ingvar Andersson
- 1974 – Erik Hjalmar Linder
- 1975 – Gunnar Tideström
- 1976 – Georg Henrik von Wright
- 1977 – Harry Järv
- 1978 – Sigmund Skard
- 1979 – Torben Brostrøm
- 1980 – Erik Wistrand
- 1981 – Ruth Halldén
- 1982 – Esaias Tegnérs 200-årsjubileum med symposium. Inget pris detta år.
- 1983 – Ingmar Bengtsson
- 1984 – Carl-Erik af Geijerstam
- 1985 – Rolf Edberg
- 1986 – Britt G. Hallqvist
- 1987 – Horace Engdahl
- 1988 – Bo Grandien
- 1989 – Johannes Salminen
- 1990 – Göran Palm
- 1991 – Willy Kyrklund
- 1992 – Madeleine Gustafsson
- 1993 – Sigrid Combüchen
- 1994 – Svante Nordin
- 1995 – Gunnar Fredriksson
- 1996 – Kurt Johannesson
- 1997 – Ragnar Thoursie
- 1998 – Lennart Sjögren
- 1999 – Göran Tunström
- 2000 – Lars Lönnroth
- 2001 – Jesper Svenbro
- 2002 – Carina Burman
- 2003 – Stewe Claeson
- 2004 – Ingrid Elam
- 2005 – Tommy Olofsson
- 2006 – Gunnar D. Hansson
- 2007 – Merete Mazzarella
- 2008 – Björn Larsson
- 2009 – Eva Helen Ulvros
- 2010 – Eva Ström
- 2011 – Sven-Eric Liedman
- 2012 – Malte Persson
- 2013 – Christina Svensson
- 2014 – Jan Stolpe
- 2015 – Peter Luthersson
- 2016 – Lars-Håkan Svensson
- 2017 – Katarina Frostenson
- 2018 – inget pris
- 2019 – Magnus William-Olsson
- 2021 – Louise Vinge
- 2023 – Gunnar Harding